# Eivør Pálsdóttir

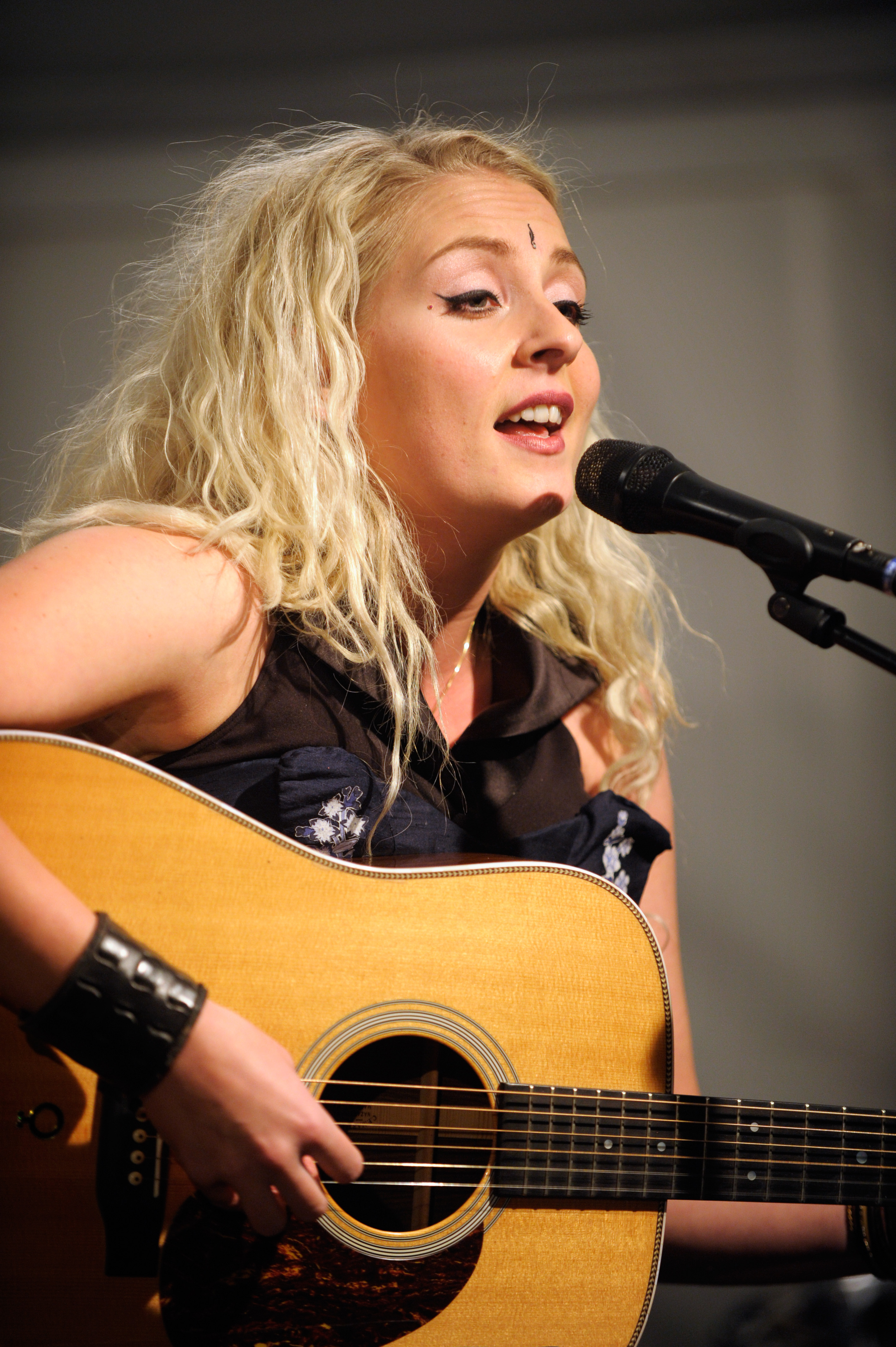
Optreden van Eivør tijdens de cultuurnacht in Kopenhagen in 2008 (Kulturnatten 2008)

Eivør Pálsdóttir (Syðrugøta, 21 juli 1983) is een Faeröerse zangeres en songwriter. Eivør was vanaf 1999 lid van de Faeröerse rockband Clickhaze maar begon daarnaast ook een solocarrière onder de naam Eivør. Ze zingt in het Faeröers, IJslands, Engels, Noors en Zweeds.
Aanvankelijk zong ze Faeröerse volksliederen en balladen, maar vervolgens heeft ze haar repertoire enorm uitgebreid en zingt nu in een groot aantal van verschillende muziekstijlen en genres, zoals rock, jazz, folk, pop en zelfs klassieke muziek). Een groot deel van de door haar gezongen liederen zijn eigen composities. Ze zelf beschrijft haar stijl op enkele dvd's met Ethno/Jazz of Country/Roots.

## Discografie
- 2000 - Eivør Pálsdóttir (SHD 50, tutl 2000)[1]
- 2002 - Clickhaze EP (HJF 91, tutl 2002)
- 2002 - Yggdrasil (HJF 88, tutl 2002)
- 2003 - Krákan (12T001, 12 tónar 2003)[2]
- 2004 - Eivør (12T010, 12 tónar 2004)[3]
- 2005 - Trøllabundin (samen met de Big band van Danmarks Radio)[4]
- 2007 - Human Child (R 60117-2, RecArt Music 2007)
- 2007 - Mannabarn (R 60116-2, RecArt Music 2007, Faroese version of Human Child)[5]
- 2009 - Eivör Live (SHD125, tutl 2009)[6]
- 2010 - Undo your mind EP (Copenhagen Records 2010)
- 2010 - Larva (SHD 130 tutl 2010)[7]
- 2012 - Room (tutl 2012)
- 2015 - Bridges (tutl 2015)
- 2015 - Slør (tutl 2015)
- 2020 - Segl (tutl 2020)
- 2024 - Enn